# Simon Power
Simon Power (Greystones, 13 mei 1998) is een Iers voetballer die als middenvelder voor Norwich City speelt.

## Carrière
Simon Power speelde in de jeugd van Cabinteely FC en University College Dublin FC. In januari 2018 maakte hij de overstap naar het Engelse Norwich City. Door die club werd hij in januari 2019 voor een halfjaar verhuurd aan FC Dordrecht. Hier maakte hij zijn debuut in het profvoetbal op 28 januari 2019, in de met 1-3 verloren thuiswedstrijd tegen Jong PSV. Hij kwam in de 67e minuut in het veld voor Thomas Schalekamp.

### Statistieken
| Seizoen                   | Club                         | Land           | Competitie     | Competitie | Competitie | Beker | Beker | Overig | Overig | Totaal | Totaal |
| Seizoen                   | Club                         | Land           | Competitie     | Wed.       | Dlp.       | Wed.  | Dlp.  | Wed.   | Dlp.   | Wed.   | Dlp.   |
| ------------------------- | ---------------------------- | -------------- | -------------- | ---------- | ---------- | ----- | ----- | ------ | ------ | ------ | ------ |
| 2015                      | Cabinteely FC                | Ierland        | First Division | 1          | 0          | 0     | 0     | 0      | 0      | 1      | 0      |
| 2016                      | University College Dublin FC | Ierland        | First Division | 3          | 0          | 0     | 0     | 0      | 0      | 3      | 0      |
| 2017                      | University College Dublin FC | Ierland        | First Division | 10         | 1          | 0     | 0     | 0      | 0      | 10     | 1      |
| 2018/19                   | Norwich City                 | Engeland       | Championship   | 0          | 0          | 0     | 0     | 0      | 0      | 0      | 0      |
| 2018/19                   | → FC Dordrecht               | Nederland      | Eerste divisie | 10         | 1          | 0     | 0     | —      | —      | 10     | 1      |
| 2019/20                   | Norwich City                 | Engeland       | Premier League | 0          | 0          | 0     | 0     | 0      | 0      | 0      | 0      |
| Carrièretotaal            | Carrièretotaal               | Carrièretotaal | Carrièretotaal | 24         | 1          | 0     | 0     | 0      | 0      | 24     | 1      |
| Bijgewerkt op 26 mei 2019 |                              |                |                |            |            |       |       |        |        |        |        |